# خوسيه أنخل غوميز مارشنتي
خوسيه أنخل غوميز مارشنتي (بالإسبانية: José Ángel Gómez Marchante)‏ مواليد 30 مايو 1980 في إسبانيا، هو دراج إسباني في صنف سباق الدراجات على الطريق. فاز بطواف إقليم الباسك سنة 2006.

## روابط خارجية
- خوسيه أنخل غوميز مارشنتي على موقع الاتحاد الدولي للدراجات (الإنجليزية)
- خوسيه أنخل غوميز مارشنتي على موقع أرشيف الدراجات (الإنجليزية)
- خوسيه أنخل غوميز مارشنتي على موقع إحصائيات الدراجات الإحترافية (الإنجليزية)
- خوسيه أنخل غوميز مارشنتي على موقع نسبة الدراجات (الإنجليزية)
- Profile on official Saunier Duval-Prodir website